# Pentagram (Designagentur)

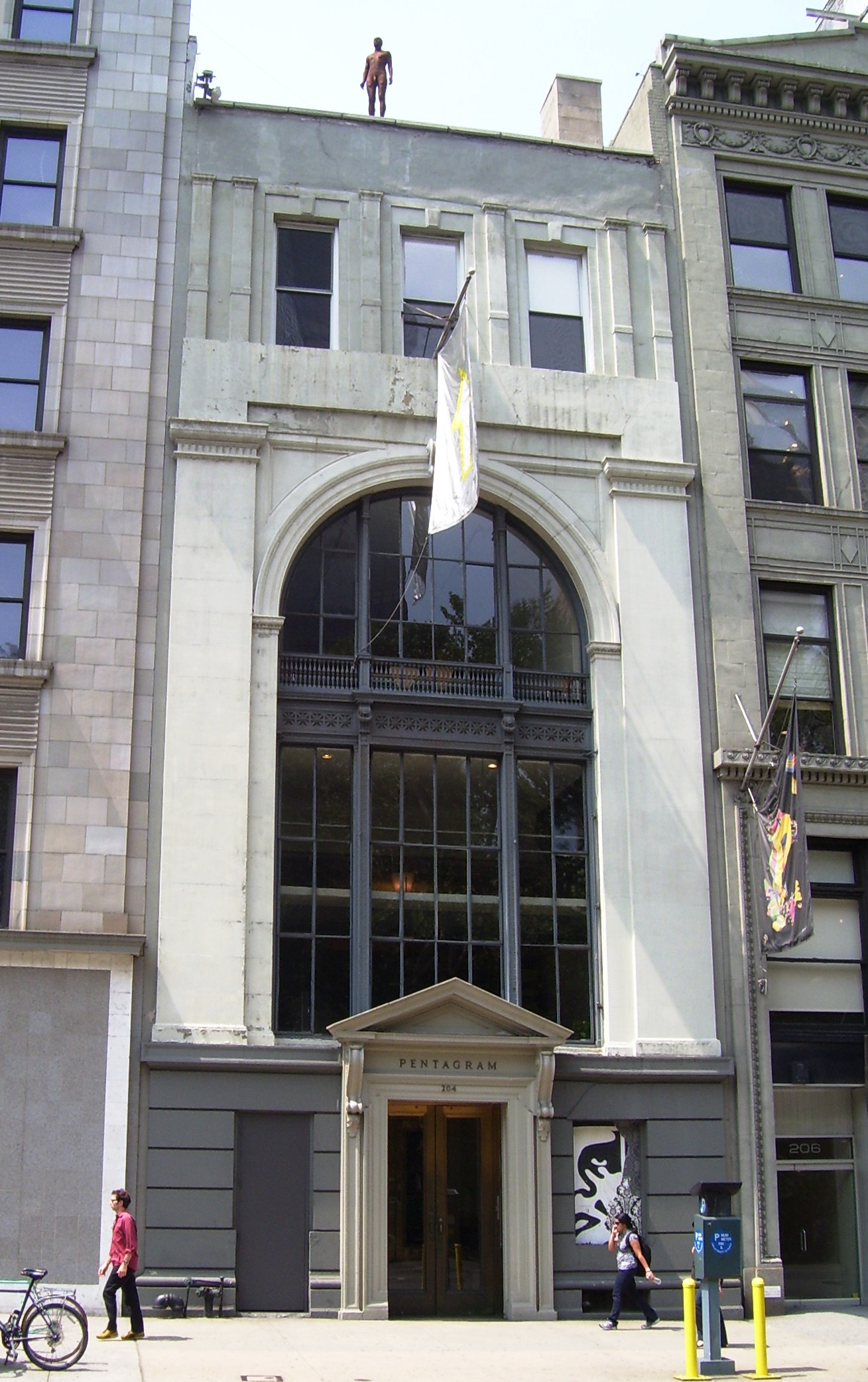
Das ehemalige Pentagram-Gebäude in Manhattan, 204 Fifth Avenue. Entworfen von C. P. H. Gilbert.

Pentagram ist eine britische Designagentur. Sie wurde 1972 von Alan Fletcher, Theo Crosby, Colin Forbes, Kenneth Grange, und Mervyn Kurlansky in der Needham Road in Notting Hill, London, gegründet. Die Agentur hat Büros in London, New York City, San Francisco, Berlin und Austin, Texas.

## Geschichte
Alan Fletcher, Colin Forbes und Bob Gill kündigten am 1. April 1962 die Eröffnung des Designstudios Fletcher/Forbes/Gill an. Drei Jahre später verließ Gill das Büro, und Fletcher und Forbes schlossen sich 1965 dem Architekten Theo Crosby an und gründeten Crosby/Fletcher/Forbes. Das Unternehmen war erfolgreich und wuchs, und Anfang der 1970er Jahre diskutierten sie über die Gründung einer neuen Partnerschaft mit einem ihrer Partner, Mervyn Kurlansky, und dem Produktdesigner Kenneth Grange.
1972 schufen die nunmehr fünf Partner eine neue Geschäftsstruktur und benannten das Unternehmen in Pentagram um. 1982 zogen die Partner von einem Büro an der Rückseite des Bahnhofs Paddington in ein neues Gebäude in der Needham Road im Stadtteil Notting Hill im Westen Londons. Das Gebäude, eine ehemalige Molkerei, wurde von Theo Crosby entworfen und ist bis heute das Londoner Büro von Pentagram.
1978 zog Colin Forbes von London in die USA, um das New Yorker Büro zu gründen, dem schließlich die Grafikdesigner Peter Harrison und Woody Pirtle als Partner beitraten. 1990–91 kamen Michael Bierut, Paula Scher, beide Grafikdesigner, und James Biber, ein Architekt, zum New Yorker Büro. Sie zogen schließlich in ein von C. P. H. Gilbert entworfenes Gebäude in der 204 Fifth Avenue um, wo das Büro bis 2017 ansässig war.

## Partner
Pentagram wurde unter der Prämisse gegründet, dass interdisziplinäre Partner in einer unabhängigen Firma zusammenarbeiten, die sowohl finanziell als auch kreativ gleichgestellt ist. Theo Crosby behauptete, die Struktur sei ihm durch seine Erfahrungen bei der Arbeit an der bahnbrechenden Ausstellung This Is Tomorrow Ende der 1950er Jahre nahegelegt worden: "Es war meine erste Erfahrung mit einer lockeren, horizontalen Organisation von Gleichgestellten. Wir haben sie bei Pentagram zu einer Art praktischer und effizienter Realität gemacht".
Die Firma besteht derzeit aus 22 Partnern, die jeweils ein Team von Designern leiten und sich die Gemeinkosten und Personalressourcen teilen. Die Partner in jedem Büro teilen sich die Einkünfte zu gleichen Teilen, und alle Partner besitzen einen gleichen Anteil am gesamten Unternehmen. Diese Gleichberechtigung und die Tradition, in regelmäßigen Abständen neue Mitglieder einzuladen, sorgen dafür, dass sich das Unternehmen erneuert und dass auch die jüngsten Mitglieder gleichberechtigt mit den langjährigen Partnern sind. Diese „flache“ Organisation (es gibt keinen Geschäftsführer, CEO, CFO oder Vorstand außer der gesamten Gruppe der Partner) und die Eigenfinanzierung des Unternehmens ermöglichen jedem Mitglied eine gleichberechtigte Beteiligung und Kontrolle über die Geschicke der Gruppe.

## Aktuelle Partner
- Michael Bierut, New York[8][9]
- Michael Gericke, New York[10]
- Luke Hayman, New York[11][12]
- Jody Hudson-Powell, London[13]
- Angus Hyland, London[14]
- Natasha Jen, New York[15]
- Domenic Lippa, London[16]
- Sascha Lobe, London[17]
- Giorgia Lupi, New York[18][19]
- Jon Marshall, London[20][21]
- Abbott Miller, New York[22][23]
- Emily Oberman, New York[24]
- Justus Oehler, Berlin[25]
- Eddie Opara, New York[26][27]
- Harry Pearce, London[28]
- Luke Powell, London[13]
- Naresh Ramchandani, London[29][30][31]
- John Rushworth, London[32]
- Paula Scher, New York[33][34][35]
- DJ Stout, Austin[36]
- Yuri Suzuki, London[37][38]
- Marina Willer, London[39][40]
- Matt Willey, New York[41][42]

## Ehemalige Partner
- Theo Crosby (partner from 1972-1994)
- Alan Fletcher (partner from 1972-1991)
- Kenneth Grange (partner from 1972-1998)
- Mervyn Kurlansky[43] (partner from 1972-1993)
- John McConnell[44] (partner from 1974-2006)
- Ron Herron (partner from 1977-1981)
- Peter Harrison (partner from 1978-1996)
- David Hillman[45] (partner from 1978-2007)
- David Pelham (partner from 1981-1986)
- Kit Hinrichs[46] (partner from 1986-2010)
- Linda Hinrichs (partner from 1986-1991)
- Neil Shakery (partner from 1986-1994)
- Howard Brown (partner from 1987-1988)
- Etan Manasse (partner from 1987-1990)
- Woody Pirtle (partner from 1988-2005)
- Peter Saville[47][48] (partner from 1990-1992)
- James Biber (partner from 1991-2010)
- Daniel Weil (partner from 1991-2020)
- David Pocknell[49] (partner from 1991-1995)
- Lowell Williams (partner from 1994-2007)
- Robert Brunner[50][51] (partner from 1996-2007)
- Lorenzo Apicella (partner from 1998-2017)
- April Greiman (partner from 2000-2001)
- Fernando Gutiérrez[52] (partner from 2000-2006)
- Lisa Strausfield (partner from 2002-2011)
- William Russell[53] (partner from 2005-2017)
- Astrid Stavro (partner from 2018-2021)